# دينيس براجر
دينيس براجر (بالإنجليزية: Dennis Prager)، من مواليد 2 أغسطس سنة 1948م، وهو محلل سياسي ومؤسس براجر يو، ونشأ بعائلة يهودية أرثودكسية.

## وصلات خارجية
- الموقع الرسمي
- Prager University
- دينيس براجر على موقع IMDb (الإنجليزية)
- دينيس براجر على موقع إن إن دي بي (الإنجليزية)
- دينيس براجر على موقع قاعدة بيانات الفيلم (الإنجليزية)
- Dennis Prager Controversy in Joining the US Holocaust Memorial Museum from Holocaust Survivors and Remembrance Project
- Dennis Prager Features at Creators Syndicate
- Pragerradio.com نسخة محفوظة 4 أغسطس 2011 على موقع واي باك مشين.
- Pragertopia.com
- Townhall columns
- Dennis Prager Biography
- Why Are Atheists So Angry? A Debate Between Prager and Sam Harris
- Booknotes interview with Prager on Think a Second Time, February 4, 1996.
- Dennis Prager on Israel and the apartheid analogy